# Asparagmia
Asparagmia is een geslacht van vlinders van de familie grasmotten (Crambidae), uit de onderfamilie Spilomelinae.

## Soorten
- A. nebulosalis Dognin, 1903
- A. perfulvalis Dognin, 1903